# Amato Festi
Amato Festi (San Pietro in Casale, 7 dicembre 1882 – Bologna, 6 giugno 1975) è stato un imprenditore e politico italiano.
È noto per essere stato il primo presidente di Confcommercio, dopo la ricostruzione delle libere associazioni di categoria nel 1945.
Nacque in una famiglia di modeste origini e fu sostenitore delle componenti moderate del socialismo, iscrivendosi al Partito Socialista Italiano nel 1904. Esponente della corrente turatiana, venne eletto Consigliere Comunale a San Pietro in Casale nel 1908 e in seguito nel 1914 e nel 1922 fu Consigliere Comunale a Bologna.
Fu il primo ad organizzare, sul piano sindacale, la categoria dei Viaggiatori di Commercio a cui apparteneva, con la costituzione di un'associazione regionale che, tra il 1908 e il 1914, rappresentava tutti i viaggiatori e agenti di commercio emiliani.
Nel 1914 aprì un'azienda di commercio di medicinali e successivamente venne eletto rappresentante nazionale della sua categoria.
Non iscritto al Partito Fascista, con l'avvento del regime non venne riconfermato.
Caduto il fascismo, nel 1946, l'Assemblea dei rappresentanti delle associazioni territoriali e di categoria della nuova Confederazione Generale Italiana del Commercio lo elesse primo presidente con 118 voti su un totale di 141.